# Drugie życie (film 2014)
Drugie życie (ang. "Second Life") – polski film dokumentalny z 2014 roku w reżyserii Eugeniusza Pankowa.

## Opis
Film opowiada o 65-letniej Irynie Mieniowej, która zdecydowała się na zamrożenie w ciekłym azocie ciała swojej 95-letniej mamy, z którą miała wyjątkowe, trudne relacje. Wspomina swoje życie z surową matką, która jej nie pozwalała nic, kiedy była młoda. Kobieta podpisała kontrakt z transhumanistyczną firmą na zamrożenie również własnego ciała, gdyż wierzyła, że dzięki technice krioniki przywróci zmarłą matkę do życia i odmłodzić, a także naprawi relacje z matką oraz nieudane życie, kiedy medycyna wystarczająco się rozwinie.

## Nagrody
Festiwal Filmów Szkoły Filmowej w Łodzi "Łodzią po Wiśle"
- 2015: Nagroda Dyrektora Festwialu Planet+ Doc

Osen Kinofest
- 2015: Grand Prix

Etiuda & Anima
- 2015: Nagroda Dyrektora Artystycznego Bogusława Żmudzińskiego

Los Angeles Independent Film Festival
- 2015: Najlepszy studencki film dokumentalny

Mammoth Lakes Film Festival
- 2016: Najlepszy krótkometrażowy film dokumentalny[1]